# Jenny Haglund
Jenny Haglund, född 26 juni 1993 i Karlstad, Sverige, är en svensk professionell golfspelare. Hon vann 2018 års upplaga av Europatourtävlingen Lalla Meryem Cup i Rabat, Marocko.